# Distrito de San Luis
El distrito de San Luis es uno de los cuarenta y tres distritos de la provincia de Lima, ubicada en el departamento homónimo, en el Perú. Limita al norte, con los distritos de El Agustino y Ate; al este, también con el distrito de Ate; al sur, con el distrito de San Borja; al oeste, con el distrito de La Victoria; y al noroeste, con el distrito de Lima.

## Historia
El distrito de San Luis fue creado mediante Decreto Ley N.º 17023, durante el gobierno del Presidente de la República, Fernando Belaúnde; sin embargo, fue el Congreso de la República, presidido en ese entonces, por el diputado, Armando Villanueva del Campo, quien la promulgó el 23 de mayo de 1968. El nuevo distrito se segregó del distrito de La Victoria.
Luego de su creación, la Municipalidad de Lima asume la conducción municipal hasta la elección del nuevo burgomaestre en 1969. El primer alcalde del distrito de San Luis fue el odontólogo, Víctor Merino, quien asumió funciones desde el 15 de diciembre de 1969 hasta el 16 de febrero de 1973.

### El nombre San Luis
La urbanización San Luis, que en aquella época era jurisdicción del distrito de La Victoria, dio su nombre al nuevo distrito. Decisión en la que primó, la opinión de los gestores del Comité Pro Distrito; los cuales, en su mayoría, residían en el sector hoy conocido como "San Luis Antiguo". No obstante, la urbanización debe su denominación de San Luis a la familia propietaria de dichas tierras, entonces maizales, cuya cabeza estaba don Luis Cánepa Caycho, quien además era devoto del santo francés del mismo nombre, San Luis (Luis IX de Francia).

## Geografía y límites distritales

### Ubicación
El distrito de San Luis está ubicado al sureste del distrito de Lima. Geográficamente, pertenece a la subregión Lima Centro, ya que está cerca a los distritos de San Borja, La Victoria y Lima; sin embargo, por situaciones jurídicas, a veces se le ubica en la subregión Lima Este. Cuenta con una superficie de 3.49 km² y su altitud media es de 175 m s.n.m.

### Límites
Limita al norte, con el distrito de El Agustino, por medio de la avenida Garcilaso de la Vega, y con el distrito de Ate, mediante las avenidas 26 de Julio y Nicolás Ayllón. Luego, colinda al este, también con el distrito de Ate, a través de las avenidas Las Torres, Industrial y Vivienda, y Circunvalación. Posteriormente, limita al sur, con el distrito de San Borja, por medio de los jirones Hualgayoc y Mayor José Urdanivia, y las avenidas Agustín de la Rosa Toro y Canadá. Seguidamente, colinda al oeste, con el distrito de La Victoria, mediante las avenidas Aviación, Nicolás Arriola, Circunvalación y Nicolás Ayllón. Y finalmente, limita al noroeste, con el distrito de Lima, a través de las calles El Timón y Ollanta.
| Noroeste: Distrito de Lima                                | Norte: Distrito de El Agustino / Distrito de Ate | Nordeste: Distrito de Ate |
| Oeste: Distrito de La Victoria                            |                                                  | Este: Distrito de Ate     |
| Suroeste: Distrito de La Victoria / Distrito de San Borja | Sur: Distrito de San Borja                       | Sureste: Distrito de Ate  |

## Hitos y estructura urbana
El distrito posee un suelo homogéneo y consolidado con 11 zonas catastrales, además de 6 cuadrantes de acción distrital. Está estructurado en:
- 25 urbanizaciones: Cahuache, Villa Jardín, Javier Prado III, IV y V etapa, Las Moras I y II, San Luis, La Marinera, El Trébol, La Viña I y II, Centro Industrial y Comercial Castilla, Lincoln, Los Reyes, El Rincón, La Libertad, Túpac Amaru, El Pino, Agrupación Esther, San Jacinto, Jorge Chávez, El Mercurio, San Pablo I y II, y la Unidad Vecinal de Yerbateros.
- 1 condominio cerrado: Del Aire (1290 departamentos).
- 3 asentamientos humanos: Limatambo Norte, Primero de Mayo y Victoria Benito Santos.

### Atractivos turísticos
- Plaza de Armas Parque Teniente Coronel GC “Horacio Patiño Cruzatti”

Debe su nombre, en honor a los mártires de la policía, que un 27 de junio de 1965, fueron emboscados en el cerro Púcuta (Huancavelica), destacando la figura del Mayor GC, Horacio Patiño Cruzatti.
- Parque de Los Novios

Es el lugar ideal de las parejas para celebrar sus matrimonios o tomarse fotos para el recuerdo. Cuenta con un balcón, campanario, un pequeño puente, caídas de agua y un pozo de los deseos. Fue inaugurado un 14 de febrero, Día del Amor y la Amistad.
- Villa Deportiva Nacional – VIDENA (Parque Zonal Túpac Amaru)

En el distrito se ubica la Villa Deportiva Nacional, a cargo del Instituto Peruano del Deporte. Cuenta con instalaciones para la práctica de diversos deportes (atletismo, ciclismo, voleibol, natación, softbol y béisbol). Dentro de sus instalaciones, se encuentra la sede del Comité Olímpico Peruano y la Federación Peruana de Fútbol (lugar de entrenamiento de la selección peruana de fútbol), tanto de mayores como de categorías menores.
- Parroquias

El distrito cuenta con tres parroquias: San Juan Macías en la urbanización Túpac Amaru, Nuestra Señora del Camino en la urbanización San Pablo II Etapa y Nuestra Señora de la Piedad en la urbanización Villa Jardín.
- Instituciones

| Comisaría de San Luis                  | Jr. José Orengo Cdra. 9 |
| Comisaría de Yerbateros                | Jr. Pablo Risso Cdra. 2 |
| Juzgado de Paz Letrado                 | Av. del Aire 1553       |
| Centro de salud Félix Guzmán Manzaneda | Jr. Raúl Villarán 332   |
| Policlínico San Luis - EsSalud         | Av. Circunvalación 2169 |

- Locales municipales

| Casa municipal                             | Av. del Aire 1540 – Urb. Villa Jardín             |
| Biblioteca Ciro Alegría                    | Jr. La Capea 180 - Urb. Villa Jardín              |
| Auditorio “Pedro Bernaola La Torre”        | Jr. Augusto Durand junto al parque Capirona       |
| Auditorio “Mario Vargas Llosa”             | 3.er piso de la casa municipal                    |
| Estadio municipal                          | Av. Mariscal Nieto Cdra. 2 – Urbanización El Pino |
| Base Central de Serenazgo                  | Av. Nicolás Arriola alt. Manuel Echeandía         |
| Complejo polideportivo (piscina municipal) | Av. Circunvalación Cdra. 17 - Urb. San Luis       |

- Educación

Cuenta con diversas instituciones educativas nacionales y particulares. Entre los colegios estatales más importantes se encuentran: 0083 San Juan Macías, Villa Jardín, Los Educadores, San Luis, Miguel Grau, La Cantuta, 1133, Fernando Luna Demutti y Niño Jesús de Praga. Por otro lado, entre los colegios particulares destacan: Santa Matilde, Sor María Faustina Kowalska, Melvin Jones, Divina Misericordia, Saco Oliveros, Cruz Saco, Nazareno, Francisco Penzotti, Don Bosco, etc.
Asimismo, cuenta con un jardín municipal llamado “Gotitas de Rocío”, ubicado en la urbanización Los Reyes y que alberga niños de hasta los 5 años de edad.

## Autoridades

### Municipales
| Cargo    | Autoridad electa                        | Partido político | Partido político   |
| -------- | --------------------------------------- | ---------------- | ------------------ |
| Alcalde  | Ricardo Robert Pérez Castro             |                  | Renovación Popular |
| Regidor  | Antonio Valenzuela Reyes                |                  | Renovación Popular |
| Regidora | Soledad Melchora Julián Palomino        |                  | Renovación Popular |
| Regidora | Teresa Munailla Bazalar de Bustinza     |                  | Renovación Popular |
| Regidor  | Percy Martín Zapata Huarcaya            |                  | Renovación Popular |
| Regidora | Denissela Dantonella De Vettori Dorador |                  | Renovación Popular |
| Regidora | Jennifer Gabriela Cotrina Ortega        |                  | Renovación Popular |
| Regidor  | Manuel Honorato Rojas Mendoza           |                  | Somos Perú         |
| Regidora | Consuelo Alejandrina Martínez Llamosa   |                  | Somos Perú         |
| Regidora | María Gisella Guerrero Yarín            |                  | Podemos Perú       |

### Comisarías de San Luis
- Comisaría PNP Yerbateros
- Comisaría PNP San Luis